# Federazione internazionale delle organizzazioni di donatori di sangue
La Federazione internazionale delle organizzazioni di donatori di sangue (abbreviato IFBDO in inglese, FIODS in francese e spagnolo) è una organizzazione internazionale che rappresenta i donatori volontari, anonimi e non remunerati di sangue ed emocomponenti a livello mondiale.
La Federazione dichiara, infatti, come obiettivo principale il raggiungimento dell'autosufficienza degli Stati membri delle riserve di sangue ed emocomponenti da donazioni volontarie, anonime e gratuite, e l'armonizzazione delle norme di sicurezza nel processo di donazione di sangue e di controllo sanitario.
Le lingue ufficiali della Federazione sono l'inglese, il francese e lo spagnolo.
L'Italia aderisce alla IFBDO/FIODS tramite l'Associazione Volontari Italiani Sangue, la quale è anche Membro Fondatore della Federazione, e la Fratres che è Membro Osservatore.
La Repubblica di San Marino aderisce alla IFBDO/FIODS tramite l'Associazione Volontari Sammarinesi Sangue e Organi.

## Obiettivi statutari
Gli obiettivi dello Statuto della IFBDO/FIODS sono:
1. promuovere la donazione regolare, anonima, volontaria e gratuita di sangue in tutti i Paesi del mondo;
2. lavorare per soddisfare la domanda di sangue umano e di prodotti ematici di alta qualità in ogni Paese, in collaborazione con gli enti competenti;
3. assicurare un'applicazione dei mezzi e metodi per garantire la sicurezza del donatore e del ricevente;
4. lotta contro tutte le forme di commercio e di profitto che avvengono con il sangue ed emoderivati, in base al principio che il corpo umano è inalienabile;
5. partecipare a tutte le attività, studi, dibattiti o eventi relativi sia all'organizzazione di trasfusione di sangue o delle associazioni di donatori di sangue, e agli studi di conoscenze e tecniche di trasfusione[3];
6. fare rete con le ulteriori organizzazioni di livello nazionale e internazionale competenti in materia al fine di promuovere il principio della donazione volontaria, anonima e gratuita, il rispetto dei valori etici sottesi alla donazione di sangue ed emocomponentni e dell'altruismo dei donatori.

## Storia
La Federazione è stata fondata il 4 dicembre 1955 nel Lussemburgo. La sede è stata istituita nel Principato di Monaco, all'indirizzo 27 Boulevard de Suisse - 98000 Monaco.

## Struttura
Attualmente la Federazione è composta da 82 Stati membri. Ogni Paese è rappresentato dall'organizzazione o federazione che rappresenta i donatori di sangue a livello nazionale. Ci sono quattro tipi di adesione alla Federazione: membro attivo, membro associato, membri onorari e soggetti osservatori.
Gli organi decisionali della Federazione sono l'Assemblea Generale, il Consiglio Esecutivo e il Presidente (attualmente Dr. Abdelmalek Sayah, Algeria). Oltre al Presidente, fanno parte del Consiglio Esecutivo (che viene eletto dall'Assemblea Generale) il Segretario Generale (attualmente Theologos Zotos, Grecia), il Tesoriere (attualmente Valentina Ruccolo, Italia) e 7 consiglieri; sono membri di diritto del Consiglio, inoltre, i Delegati Continentali come nominati dai rispettivi Comitati continentali e il Presidente del Comitato Internazionale Giovani (IYC).
Sono Presidenti Onorari, con funzioni consultive, il Dr. Niels Mikkelsen e l'Ing. Gian Franco Massaro.
Sono organi consultivi, invece, i Comitati Continentali (dedicati all'approfondimento delle tematiche di interesse a livello regionale) e un Comitato Internazionale Giovani.
Il Collegio dei revisori dei conti, infine, è l'organo che verifica la regolarità del bilancio e delle attività poste in essere dalla Federazione.

## Attività benefiche e riconoscimenti
La Federazione conferisce l' "Ordine al merito internazionale del sangue" alle personalità e istituzioni che hanno reso un contributo speciale impegnandosi nella realizzazione degli obiettivi della Federazione attraverso la loro dedizione e il loro sforzo.
La Federazione ha costituito una fondazione di solidarietà ("IFBDO Solidarity Foundation") al fine di sostenere i Paesi in via di sviluppo con programmi di cooperazione internazionale indirizzati alla donazione di sangue.

## Giornata Mondiale del Donatore di sangue
Dal 1995, la Federazione ha organizzato sotto la sua propria iniziativa, la Giornata internazionale del donatore di sangue, ma nel 2002 avviò i negoziati con le tre grandi organizzazioni internazionali nel campo della donazione del sangue: l'Organizzazione mondiale della sanità (OMS), Federazione internazionale delle società di Croce Rossa e Mezzaluna Rossa (FICR) e la Società internazionale di trasfusione di sangue (ISBT). Le quattro organizzazioni hanno firmato un accordo che istituisce la Giornata mondiale del donatore di sangue.
Durante l'Assemblea mondiale della sanità nel 2005, i ministri della sanità di tutti gli Stati membri dell'OMS hanno adottato, all'unanimità, una risoluzione che riconosceva i donatori di sangue volontari non retribuiti come la pietra angolare indispensabile della raccolta di sangue sicuro.. 
Da allora la Giornata Mondiale del Donatore di sangue si celebra il 14 giugno di ogni anno, patrocinato dalle quattro Istituzioni (IFBDO/FIODS, Croce Rossa, OMS e ISBT).

## International Youth Committee
Dal 2000, la IFBDO/FIODS ha istituito, come suo organo interno, il Comitato Internazionale Giovani (abbreviato IYC) per avvicinare i giovani e il mondo del volontariato giovanile alla Federazione.
Ogni anno, l'IYC organizza il Forum Internazionale Giovani, evento internazionale rivolto a tutti i giovani donatori di sangue e giovani volontari associativi con un'età compresa tra i 18 e i 30 anni. L'evento è ospitato a turnazione in uno dei Paesi affiliati alla Federazione e ha una durata media di 3-4 giorni.
La politica dell'International Youth Committee è diretta dal IYC Board, il Consiglio Esecutivo Giovani che viene eletto ogni tre anni in concomitanza del Forum. Le figure rappresentative del IYC Board sono: Presidente (attualmente Silvia Capodicasa, Albania), Segretario Generale (attualmente Hichem Touahria, Algeria) e Tesoriere (attualmente Diego Lopez Santos, Spagna). Il IYC Board è composto inoltre dai Delegati continentali: Africa (attualmente Dounya Belouafi, Marocco), America (attualmente Fiorella Pacheco Rojas Perù), Europa (attualmente João Pedro Junqueira, Portogallo).

## Stati membri
- Afghanistan
- Albania
- Algeria
- Argentina
- Azerbaigian
- Bangladesh
- Bielorussia
- Birmania
- Bolivia
- Brasile
- Bulgaria
- Burkina Faso
- Camerun
- Cile
- Costa d'Avorio
- Costa Rica
- Croazia
- Danimarca
- Dominica
- Egitto
- El Salvador
- Estonia
- Filippine
- Francia
- Gabon
- Gibuti
- Grecia
- Guatemala
- Guinea
- Guinea-Bissau

- India
- Indonesia
- Iran
- Islanda
- Isole Fær Øer
- Italia
- Giordania
- Kosovo
- Libano
- Lettonia
- Lituania
- Lussemburgo
- Maldive
- Mali
- Malta
- Marocco
- Mauritania
- Mauritius
- Messico
- Mongolia
- Nepal
- Nicaragua
- Niger
- Nigeria
- Norvegia
- Paesi Bassi
- Pakistan
- Palestina
- Panama
- Paraguay

- Perù
- Portogallo
- Principato di Monaco
- Canada (Quebec)
- Repubblica Centrafricana
- Repubblica del Congo
- Repubblica Democratica del Congo
- Repubblica Dominicana
- Romania
- Russia
- San Marino
- São Tomé e Príncipe
- Senegal
- Spagna
- Stati Uniti d'America
- Svizzera
- Togo
- Tunisia
- Ucraina
- Uruguay
- Venezuela
- Vietnam

## Partner
- Organizzazione delle Nazioni Unite (ONU) (tramite la Organizzazione mondiale della sanità)
- Società internazionale di trasfusione di sangue|International Society of Blood Transfusion (ISBT)
- Federazione internazionale delle società di Croce Rossa e Mezzaluna Rossa (IFRC)
- International Plasma Fractionation Association (IPFA)
- European Blood Alliance (EBA)

## Presidenti
| Roger Guénin (Francia)                    | 1955-1958  |
| Vittorio Formentano (Italia)              | 1958-1968  |
| Louis Pauli (Monaco)                      | 1968-1970  |
| Roger Guénin (Francia)                    | 1970-1971  |
| Pierre Grange (Francia)                   | 1971-1973  |
| Anne Croesi (Monaco)                      | 1974-1981  |
| Juan Picazo (Spagna)                      | 1981-1984  |
| Leonora Carlota Osório (Brasile)          | 1984-1987  |
| Djilis Tahir (Indonesia)                  | 1987-1988  |
| Siti Hardiyanti Indra Rukmana (Indonesia) | 1988-1995  |
| Nicole Petton (Francia)                   | 1996-1999  |
| Martin Manceñido Fuertes (Spagna)         | 1999- 2002 |
| Pasquale Colamartino (Italia)             | 2002-2005  |
| Niels Mikkelsen (Danimarca)               | 2005-2011  |
| Gian Franco Massaro (Italia)              | 2011-2023  |
| Abdelmalek Sayah (Algeria)                | 2023-      |